# Eukoenenia roquetti
Eukoenenia roquetti är en spindeldjursart som först beskrevs av Cândido Firmino de Mello-Leitão och Roger Pierre Hippolyte Arlé 1935.  
Eukoenenia roquetti ingår i släktet Eukoenenia och familjen Eukoeneniidae. Inga underarter finns listade i Catalogue of Life.